# Giuseppe Avanzi

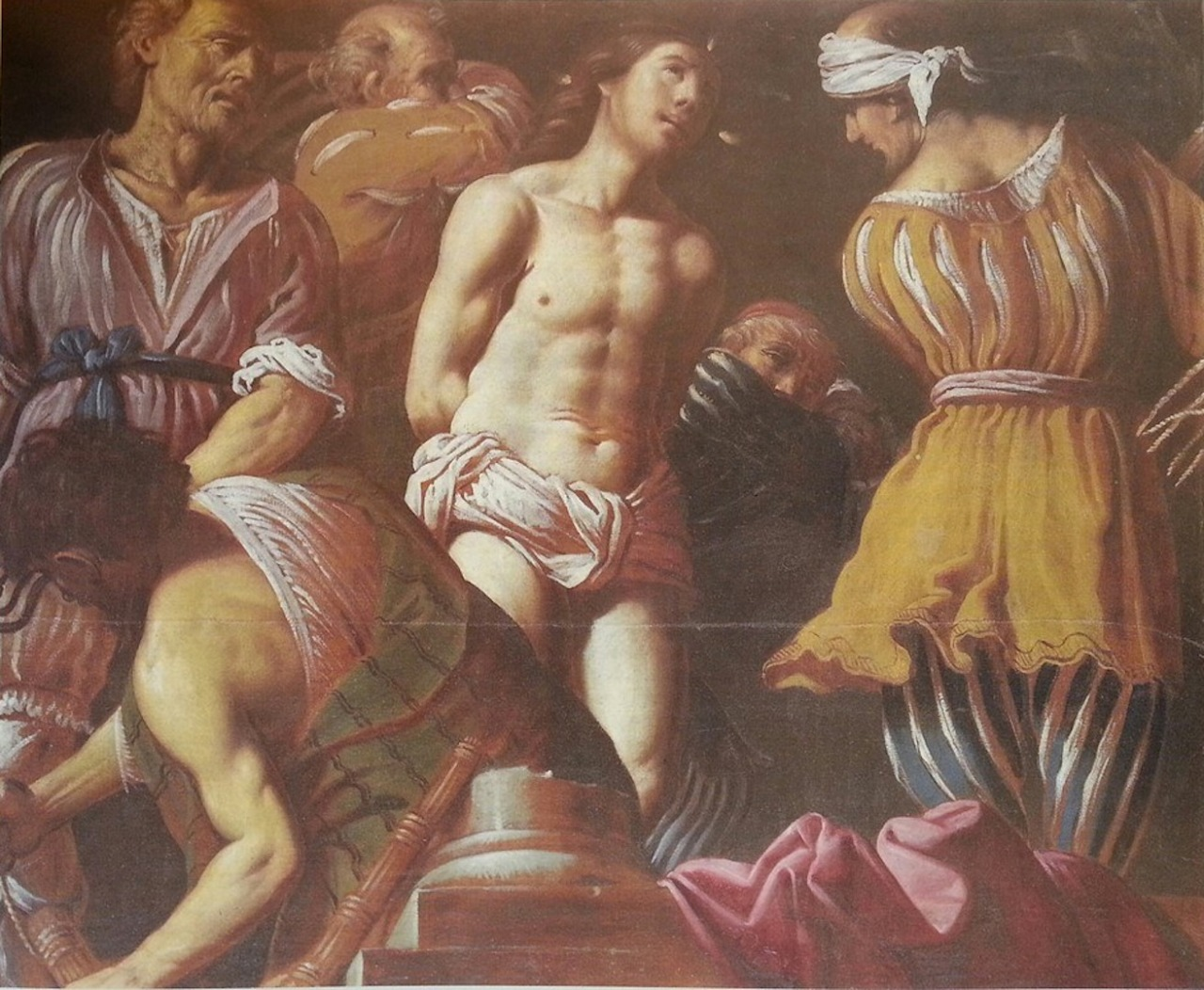
La flagelación, óleo sobre lienzo, 153 x 184 cm, Ferrara, iglesia de San Giuseppe

Giuseppe Avanzi (Ferrara, 30 de agosto de 1645 (?) - 29 de mayo de 1718) fue un pintor italiano del período barroco, activo principalmente en Ferrara. Se formó con Cattaneo en Ferrara. Fue un prolífico pintor de lienzos religiosos en su ciudad natal, entre ellas para la Certosa (Cartuja) de Ferrara y la iglesia de la Madonna della Pieta. 